# Carreg Y Bwci

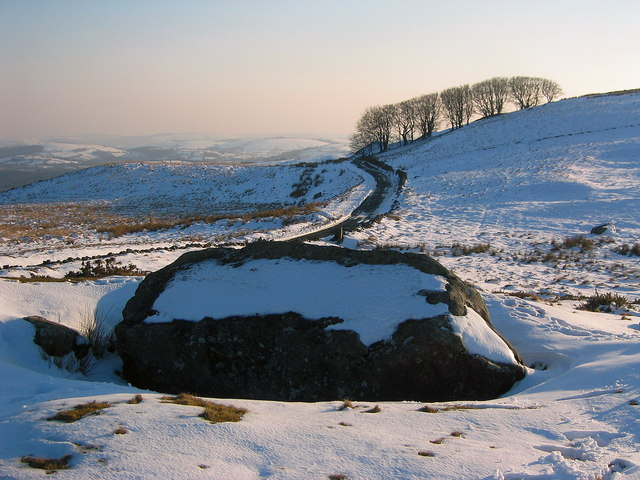
Der schneebedeckte Stein

Carreg Y Bwci (auch The Goblin stone – deutsch „der Koboldstein“) liegt in der Heide von Llanycrwys, direkt an der Straße, etwa sieben Kilometer von Lampeter im Norden von Carmarthenshire in Wales. Der eingesunkene Ringcairn hat einen großen Stein auf der Innenseite. 
Sein nicht untersuchter Status liegt außerhalb des normalen. Er wurde als Grabkammer, Grabhügel, Einhegung mit einem Stein und römischer Wachturm beschrieben. Letzteres vor allem weil er nah an der Römerstraße Sarn Helen liegt.
Er ist als Scheduled Monument geschützt.

## Legende
Im 17. Jahrhundert machte ein junger Mann auf Arbeitssuche den Fehler, neben ihm zu schlafen. Um Mitternacht weckte ihn jemand, der ihn in die Arme und Ohren zwickte und den Finger in seine Nase steckte. Im schwachen Licht der Sterne sah er einen Kobold, der mit einer Reihe anderer um ihn herum auf dem Stein saß. Der junge Mann versuchte, zu entkommen, doch der oberste Goblin befahl seinen Dienern, ihn zurückzuhalten. Sie quälten ihn bis zum ersten Licht des Tages, als die Goblins verschwanden. Als der Mann seine Geschichte einigen Passanten erzählte, wurde ihm mitgeteilt, dass er unter dem Koboldstein geschlafen hatte.
Der Stein soll Blitzeinschläge anziehen und drei Männer wurden hier während eines Gewitters getötet. 
In der Nähe steht der Menhir Hirfaen Gwyddog.